# Daan Weterings
Daan Weterings (Breda, 17 juni 1979) is een Nederlands acteur en stemacteur.
Hij speelde bij onder andere Toneelgroep De Appel, ZEP en Cosmic Theater/ Made in da Shade. Ook was hij te zien in The Sound of Music van Stage Entertainment Nederland, het politieke drama Slagschaduw van het Binnenhof en de producties De absolute vrijheid en Aardgasten
Weterings was op televisie te zien als Michiel in Goede tijden, slechte tijden en als milieu-activist Diederick Barendsz in Onderweg naar Morgen. Verder speelde hij gastrollen in Moordvrouw, SamSam en Goudkust.
Daarnaast leende hij zijn stem aan verschillende tekenfilms, waaronder Teenage Mutant Ninja Turtles, My Little Pony, De Gelaarsde Kat en Alvin and the Chipmunks.

## Televisie
- De Eindmusical (AVRO/TROS)
- Goudkust (SBS6)
- Westenwind (RTL 4)
- Goede Tijden, Slechte Tijden (RTL 4)
- De Ludwigs (Nickelodeon)
- Onderweg naar Morgen (BNN)
- Sam Sam (Veronica)
- Moordvrouw (RTL 4)
- HotNews.nl (Jetix)
- Samen (Talpa/TIEN)
- Fort Alpha (TROS)
- Graffity (EO)

## Stem o.a.
- Teenage Mutant Ninja Turtles
- My Little Pony
- Maggie and Bianca
- The Day Henry Met
- Alvin and the Chipmunks
- De Gelaarsde Kat
- De Notenkraak
- Kibaoh Klashers
- Shadow Hunters
- Penny; Liefde in de lucht
- King Juliën
- Thundermans
- Peperbollen
- World of us
- Fangbone!
- Tinke het Wolvenmeisje
- Dragons
- DC Super Hero Girls: Intergalactic Games
- Nicky, Ricky, Dicky & Dawn
- Sonic Boom
- Julie's Greenroom
- Nella The Princess Knight
- Gilbert (stem van Line's vader)

## Films
- Naar de Klote!
- De Overkant
- Röling en Van Veen